# Эстака-де-Барес
Эстака-де-Барес (исп. La Estaca de Bares) — мыс и крайняя северная точка Пиренейского полуострова на 43° 47' 38" северной широты. Мыс расположен в историческом регионе на северо-западе Испании, Галисии, и отмечает западную границу Бискайского залива в северной части Атлантического океана.